# Bandera de Baix Pallars
La bandera oficial de Baix Pallars té la següent descripció:
Bandera apaïsada, de proporcions dos d'alt per tres de llarg, quarterada en aspa, amb el triangle superior de color blau clar; l'inferior, vermell; el de l'asta, ataronjat, i el del vol, verd fosc; amb una aspa plena blanca de braços de gruix 1/8 de l'alçària del drap.
L’Ajuntament de Baix Pallars va encarregar al Sr. Marc A. Balanza la realització d’una proposta que recollís de nova bandera per aquest municipi pallarès.
Va ser aprovada el 14 de juliol de 2022 pel Ple de l'Ajuntament de Baix Pallars, aprovada pel Departament de la Presidència el 12 d'abril de 2023 i publicada en el DOGC el 18 d'abril del 2023 amb el número 8897.
Es basa en l'escut heràldic municipal i n'és una simplificació, ja que només s'hi mantenen els colors dels campers i es prescindeix de totes les figures. El triangle superior blau representa Gerri de la Sal; l'ataronjat, Peramea; el verd, Baén i el vermell, Montcortès.